# Midas Automotive

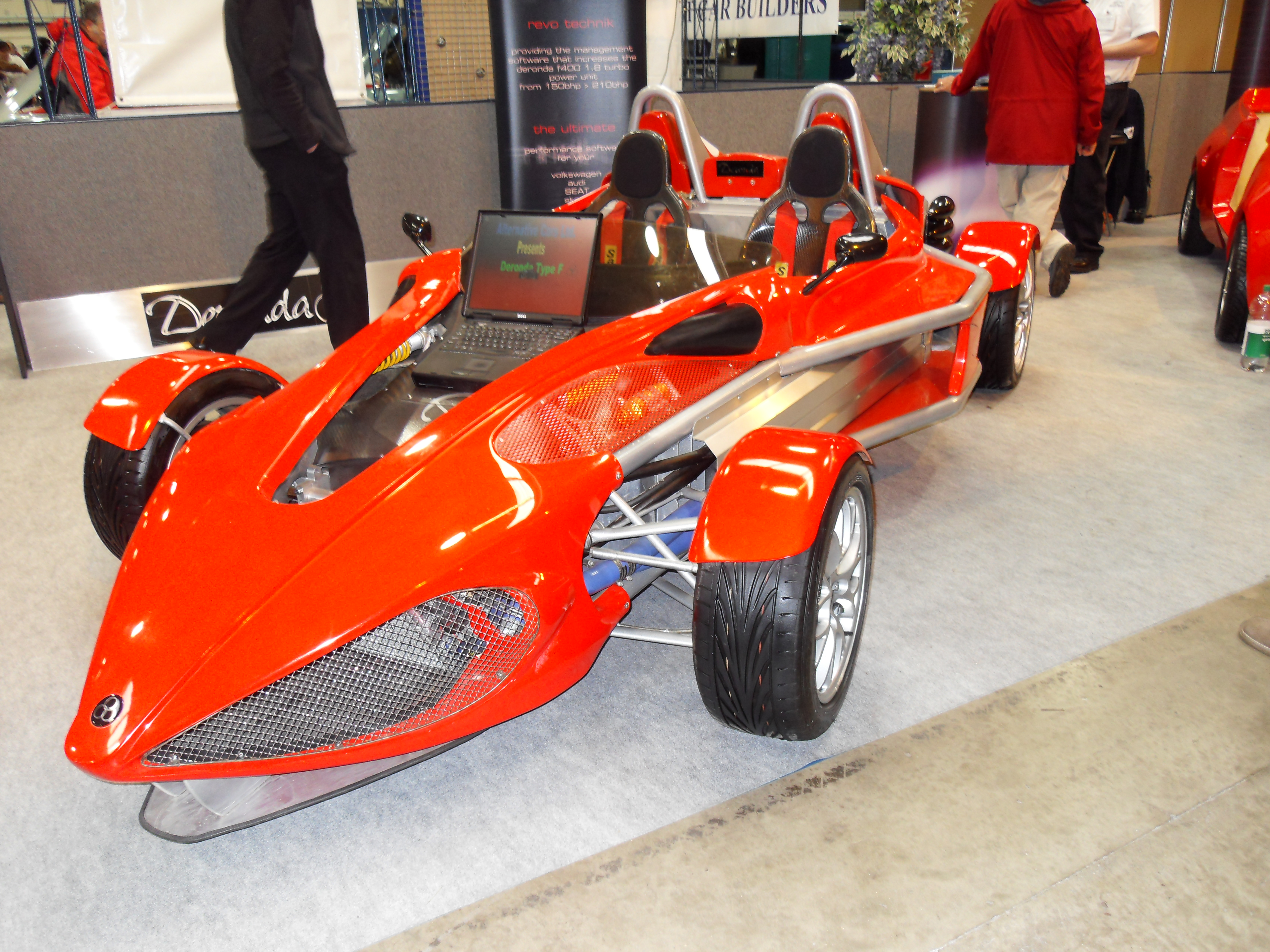
Deronda Type F

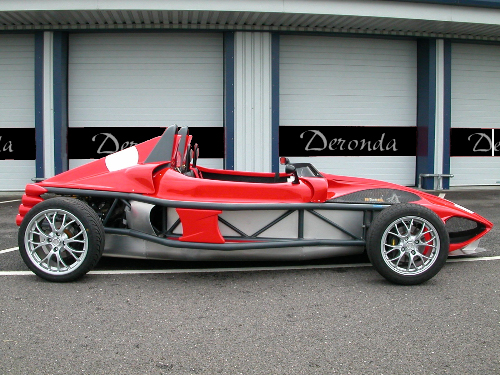
Seitenansicht

Midas Automotive Ltd., vorher Deronda Limited, Deronda Cars Limited und Midas Engineering and Technology Limited, ist ein britischer Hersteller von Automobilen.

## Unternehmensgeschichte
Andrew Robert Round gründete am 14. März 2002 das Unternehmen Deronda Limited in Bolton in der Grafschaft East Riding of Yorkshire. Er begann 2004 mit der Produktion von Automobilen und präsentierte im gleichen Jahr sein erstes Fahrzeug auf einer Messe. Der Markenname lautet Deronda. Am 27. Oktober 2009 wurde das Unternehmen aufgelöst.
Am 27. November 2009 gründete sein Freund Alistair Graham Courtney, der auch Alternative Cars leitete, das neue Unternehmen Deronda Cars Limited in Oxford in Oxfordshire und setzt seitdem die Produktion fort. Er bietet auch Kit Cars an.
Dieses Unternehmen wurde 2016 in Midas Engineering and Technology Limited umbenannt.

## Fahrzeuge
Das einzige Modell ist der Type F. Dies ist ein offener Zweisitzer, der überwiegend als Rennwagen gedacht ist, aber trotzdem eine Straßenzulassung erhalten kann. Der Vierzylindermotor stammt von Audi.